# 述賓短語
述賓短語，或称述宾词组，是短語的結構分類之一，它是由兩個成分以「支配、關涉」的關係組成的一類結構：前面是述語，後面是賓語。賓語是述語所表示的動作或現象所支配或關涉到的對象。例如，在短语“看电影”中，“看”是述語，“电影”是賓語。

## 名稱
述賓短語又稱為動賓短語。所謂「賓」是指賓語，即是該結構中後面的成分，這個成分受到結構中的第一個成分所支配或關涉；而「動」或「述」就是指該結構中，前面的那個成分，它所提及的動作或現象支配了或關涉到其後的賓語。由於這個成分常由動詞擔當，所以稱為動語，該結構就稱為動賓短語；然而，這個成分也可由非動詞的謂詞性成分（如形容詞）擔當，故又稱為述語以避免使用「動」字。不要把「動語」和「動詞」混淆。前者是指述賓短語中的第一個成分，而後者則是詞的語法分類之一。
這個結構有時也稱為謂賓短語，但因為「謂語」一詞已經用來指稱主謂短語中後面的成分，所以這種稱呼較少使用。
述賓短語前面的成分，無論稱為動語還是述語，也可能與另一種結構——述補短語——中的第一個成分的名稱相同。事實上，述賓結構和述補結構往往可以結合起來使用，形成相當複雜的結構。一個成分稱為「述語」，它後面可能有賓語，或可能有補語，或者二者都有。

## 述賓短語的構成

### 名詞性詞語作賓語
賓語往往是動作所支配的具體對象，故此以名詞性詞語充當。
- 叔叔帶著 | 小飛和大剛兩個助手。
- 你最喜歡 | 哪位同學？
- 這位普通的不知 | 姓名的老師

### 謂詞性詞語作賓語
動作、事件等也可以是受支配或關涉到的對象。
- 小朋友學習 | 寫字時
- 我不知道 | 你有沒有欺騙我。

### 謂詞性詞語作述語
述語是構成類型和性質較為單純的句法成分。述語一定由謂詞性詞語充當。
- 洗 | 衣服
- 他有 | 很多朋友。
- 我給 | 他的錢花光了。
- 我給他 | 很多錢。

## 支配與關涉
述賓短語的成分在語義上是支配或關涉的關係。所謂的支配、關涉，其意義相當廣泛。
- 承受動作。例：「打|麻將」「喝|酒」
- 動作的產物、結果。例：「寫|硬筆字」「(這本書)賣|三塊錢」（主語「這本書」承受動作，「三塊錢」是動作的結果）
- 事物的存缺。例：「沒有|錢」「坐滿|人」
- 使動（尤見於古文中，現多以兼語短語表示）。例：「跑|狗、跑|馬」「先破泰入咸陽者王|之。」「惊|天地，泣|鬼神」
- 工具、方式。例：「寫|毛筆」
- 處所。例：「遊|花園」「出|國」
- 施事。例：「走出來了|兩個人」
- 判斷。例：「是|統一的國家」

以上只是支配或關涉的關係的例子。事實上，從按語義上的分類，把所有述、賓之間的關係全部舉出來，是沒有一定的準則。例如可是把賓語分類為施事、受事和當事（即不能歸入前兩類者）。上面所舉出的各種關係只是大略的分類，以顯示出支配或關涉的關係之廣泛。
上面所舉出的關係，也可以出現在主謂短語中。例如「遊過花園(了)」是述賓短語，而「花園遊過(了)」是主謂短語，兩者的「花園」皆是「遊」這個動作的處所。在一些情況下，把述、賓的次序倒轉，就會變成主謂短語。這不代表兩種短語可以以任意使用。主謂關係最突出的特徵，是「主題—陳述」，換句話說就是要把想說明的主題前移。雖然詞序改變沒有導致形式上的錯誤的，但是它影響了整個短語的結構從而產生不同的意思。這體現出漢語中詞序對意義的重要性。

## 雙賓語
一些表達授受意義動詞（例如給、送、通知、告訴、取、拿、問、請教等），這些動詞除了能夠帶一個直接賓語以表示事物之外，還可以帶一個間接賓語，表示動作的影響所及。例如：
- 他告訴我一個大秘密。（「我」是間接賓語，而「一個大秘密」是直接賓語。）

處理雙賓語的方法有兩種：一是把述賓短語的範圍擴大，如果出現雙賓語，述賓短語就由三個成分組成；另一種方法是以兩層述賓語結構來包涵著，以上例說明，就是先把「告訴 | 我」視為一個述賓短語，然後這個述賓短語又視為一個述語，即「(告訴 | 我) | 一個大秘密」。
間接賓語通常置於直接賓語之前，但對某些動詞，直接賓語可以移至動詞之前，變為一個狀語。例如「把一個大秘密告訴我」。

## 資料來源
1. ↑  赵杰（2001年）：《漢語語言學》，第287頁，北京：朝华出版社。